# مختبرات دكتور ريدي

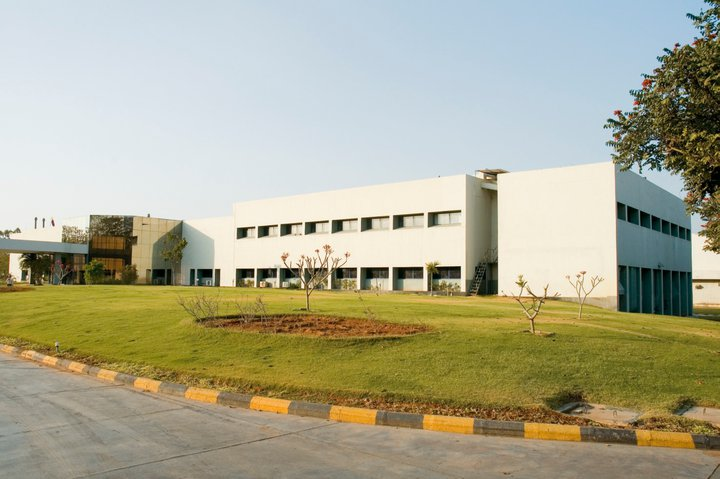
مبنى للشركة في حيدر آباد

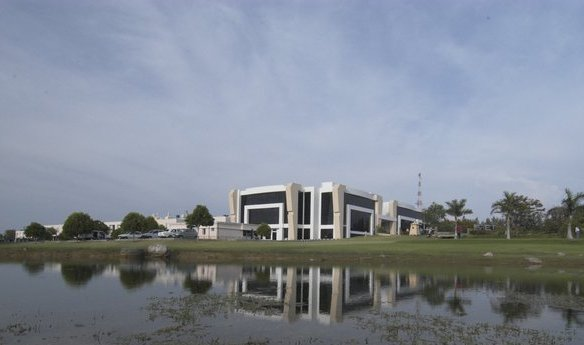
مبنى آخر للشركة في حيدر آباد

مختبرات دكتور ريدي هي شركة دوائية هندية عالمية متعددة الجنسيات مقرها في مدينة حيدر آباد الهندية. أسسها كلام أنجي ريدي والذي كان يعمل سابقا في شركة الأدوية والمواد الصيدلانية الهندية المحدودة (بالإنجليزية: Indian Drugs and Pharmaceuticals Limited)‏.
تنتج شركة مختبرات دكتور ريدي أكثر من 190 دواء و60 مادة صيدلانية فعالة ومواد مختبرية ومنتجات عناية مركزة وتقانة حيوية.

## روابط خارجية
- الموقع الرسمي